# Lunca (Pașcani), Iași
Lunca este o localitate componentă a municipiului Pașcani din județul Iași, Moldova, România.